# Tái cơ cấu vốn thừa hưởng
Trong tài chính doanh nghiệp, tái cơ cấu vốn thừa hưởng là một sự thay đổi cơ cấu vốn của một công ty, một sự thay thế vốn chủ sở hữu bằng các khoản nợ, ví dụ như bằng cách phát hành trái phiếu để quyên tiền, và sử dụng tiền đó để mua cổ phiếu của công ty hoặc để trả cổ tức. Một thủ đoạn như vậy được gọi là mua lại thừa hưởng khi khởi xướng bởi một bên ngoài, hoặc là tái cơ cấu vốn thừa hưởng khi khởi xướng bởi chính công ty này vì lý do nội bộ. Những loại tái cơ cấu vốn này có thể chỉ là thay đổi nhỏ về cấu trúc vốn của công ty, nhưng cũng có thể là những thay đổi lớn liên quan đến thay đổi trong cơ cấu quyền lực.
Tái cơ cấu vốn thừa hưởng được sử dụng bởi các công ty tư nhân như một phương tiện để tái cấp vốn, nói chung để cung cấp tiền mặt cho các cổ đông trong khi không cần một tổng số bán của công ty. Vốn vay (dưới hình thức trái phiếu) có một số ưu điểm so với vốn chủ sở hữu như là một cách quyên tiền, vì nó có thể có lợi ích về thuế và có thể thi hành kỷ luật tiền mặt. Việc giảm vốn chủ sở hữu cũng làm cho các công ty dễ bị tổn thương bởi một tiếp quản thù địch.
Tuy nhiên, có những nhược điểm. Hình thức tái cấp vốn này có thể dẫn công ty tới tập trung vào các dự án tạo ra tiền mặt ngắn hạn (để trả nợ và trả lãi), mà sẽ làm công ty bị mất đi sự tập trung chiến lược của nó. Ngoài ra, nếu một công ty không thể thanh toán các khoản nợ, đáp ứng các Hiệp định vay vốn của nó hoặc tái đầu tư nợ của nó sẽ đi đến suy kiệt tài chính mà thường dẫn đến phá sản. Do đó, gánh nặng nợ bổ sung của tái cơ cấu vốn thừa hưởng làm cho công ty dễ bị tổn thương trước các vấn đề kinh doanh bất ngờ, bao gồm suy thoái và khủng hoảng tài chính.